# مثلث بينينغتون

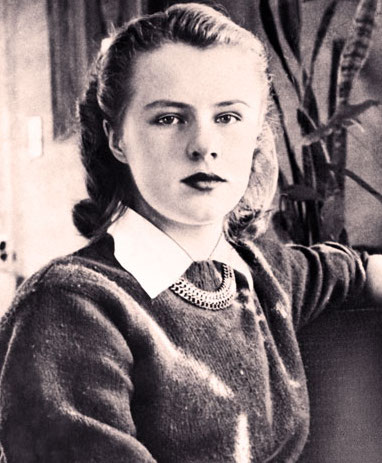
صورة متداولة لباولا جين ويلدن ؛ مقتطف من منشورات الأشخاص المفقودين.

" مثلث بينينغتون " عبارة صاغها المؤلف الأمريكي جوزيف سيترو للإشارة إلى منطقة في جنوب غرب فيرمونت حيث اختفى عدد من الأشخاص بين عامي 1945 و 1950. تم ترويج هذا الأمر بشكل أكبر في كتابين، بما في ذلك كتاب "Shadow Child"، حيث خصص سيترو فصولاً لمناقشة هذه الاختفاءات ومختلف عناصر الفولكلور المحيطة بالمنطقة. وفقًا لسيترو، تشترك المنطقة في خصائص مع مثلث بريدجووتر في جنوب شرق ماساتشوستس ، وقد حُكي عن قصص وأحداث غريبة حول المنطقة المحيطة بها لسنوات عديدة، وربما كان أشهرها قصة اختفاء باولا جين ويلدن .
ليس من الواضح ما هي المنطقة المحددة التي يشملها هذه "المثلث الغامض" الافتراضي، ولكن من المفترض أنها تتركز حول جبل جلاستنبيري وتشمل بعضًا أو معظم مساحة المدن المحيطة به مباشرة، وخاصة بينينغتون، وودفورد، وشافتسبوري، وسومرست. كانت جلاستنبيري وبلدة سومرست المجاورة لها في السابق بلدتين مزدهرتين في مجال قطع الأشجار والصناعة، ولكنهما بدأتا في الانحدار نحو أواخر القرن التاسع عشر، وهما الآن مدن أشباح بشكل أساسي، ولم يتم دمجهما بموجب قانون صادر عن الجمعية العامة لولاية فيرمونت في عام 1937.

## حالات الأختفاء المبلغ عنها

### ميدي ريفرز (1945)
بين عامي 1945 و 1950، أختفى خمسة أشخاص في المنطقة المحيطة ببينينغتون، فيرمونت. حدث الاختفاء الأول في 12 نوفمبر 1945، عندما أختفى ميدي ريفرز البالغ من العمر 74 عامًا أثناء الصيد بالقرب من طريق لونج تريل وطريق فيرمونت 9. كان ريفرز في رحلة صيد في عطلة نهاية الأسبوع مع أربعة صيادين آخرين في الجبال. في صباح يوم 12 نوفمبر 1945، كان ريفرز وصهره، جو لوزون، يسيران معًا قبل الوصول إلى مفترق. أنفصل ريفرز ولوزون وأخبر ريفرز لوزون أنه "سيذهب لمسافة قصيرة فقط" قبل أن ينضم إليهما في المخيم لتناول الغداء. وبما أن الساعة الثالثة بعد الظهر قد أنقضت، بدأ بقية فريق الصيد في البحث قبل تبليغ السلطات. تم إجراء بحث مكثف، لكن الدليل الوحيد الذي تم اكتشافه كان خرطوشة بندقية واحدة تم العثور عليها في مجرى مائي. كان التكهن بأن ريفرز انحنى وسقطت الخرطوشة من جيبه في الماء. كان ريفرز رجلاً متمرسًا في الحياة البرية وكان على دراية بالمنطقة المحلية.

### باولا ويلدن (1946)
إختفت باولا جين ويلدن، البالغة من العمر 18 عامًا، في الأول من ديسمبر عام 1946. كانت ويلدن، وهي طالبة في السنة الثانية بكلية بينينغتون، قد انطلقت في نزهة على طول الطريق الطويل. وقد شاهدها العديد من الأشخاص وهي تغادر، بما في ذلك إرنست ويتمان، وهو موظف في جريدة بينينغتون بانر، والذي أعطاها الاتجاهات. لم تكن ترتدي سترة أثناء رحلتها؛ كانت درجة الحرارة في الخارج 50 درجة فهرنهايت، ثم انخفضت لاحقًا إلى 9 درجات فهرنهايت. زُعم أن زوجين مسنين كانا على بعد حوالي 100 ياردة (91 مترًا) خلفها قد شاهدا ويلدن على الطريق نفسه. ووفقًا لهما، فقد انعطفت عند زاوية في الطريق، وعندما وصلا إلى نفس الزاوية اختفت. تم إجراء بحث مكثف، والذي تضمن نشر مكافأة قدرها 5000 دولار ومساعدة من مكتب التحقيقات الفيدرالي، ولكن لم يتم العثور على أي دليل على الإطلاق. كان اختفاء ويلدن مصدر إلهام لرواية"Hangsaman" التي كتبتها شيرلي جاكسون عام 1951.

### جيمس تيدفور (1949)
يُزعم أن جيمس تيدفورد، وهو من قدامى المحاربين، اختفى في الأول من ديسمبر عام 1949، أي بعد ثلاث سنوات من آخر مرة شوهدت فيها ويلدن. كان تيدفورد، المقيم في دار جنود بينينغتون، في سانت ألبانز يزور أقاربه،وقد رافقه أحد الأشخاص إلى محطة حافلات محلية، والتي كانت آخر مكان شوهد فيه. ووفقًا لشهود العيان، صعد تيدفورد إلى الحافلة وكان لا يزال على متنها في المحطة الأخيرة قبل الوصول إلى بينينغتون. وفي مكان ما بين المحطة الأخيرة وبينينغتون، اختفى. وكانت متعلقاته لا تزال في رف الأمتعة وكان جدول مواعيد الحافلات مفتوحًا على مقعده الشاغر. يناقش توني جينكس هذا الادعاء قائلاً: "المفهوم الشائع هو أنه اختفى في الهواء أثناء وجوده في الحافلة، ولكن مثل العديد من قصص الأشخاص المفقودين، هناك فجوة بين وقت رؤيته آخر مرة والوقت الذي تم الإبلاغ فيه عن اختفائه بعد أسبوع أو نحو ذلك. فيما يتعلق باختفاء تيدفورد، هناك أدلة كافية تشير إلى أنه لم"يختفي"، على الرغم من عدم العثور على أي أثر له على الإطلاق".

### بول جيبسون (1950)
في الثاني عشر من أكتوبر عام 1950، رافق بول جيبسون، وهو طفل ذو احتياجات خاصة يبلغ من العمر 8 سنوات، والدته في مهمة. تركته والدته دون مراقبة في كابينة شاحنتهم لمدة ساعة تقريبًا بينما كانت تطعم بعض الخنازير. وعندما عادت، لم يكن ابنها في الأفق. تعقب كلب الصيد الصبي على طول طريق قطع الأشجار إلى تقاطع طرق فرعية بالقرب من مجرى مائي. أو، وفقًا للأسطورة المحلية، حيث اختفت ويلدن قبل أربع سنوات. بحثت فرق البحث بمصابيح يدوية عالية الطاقة عن بول ولكن لم يتم العثور على شيء على الإطلاق. شارك والده الصحافة مدى سهولة تجاهله، لأن ملابسه البنية كانت تتداخل مع أوراق الخريف.

### فريدا لانجر (1950)
في 28 أكتوبر 1950، بعد ستة عشر يومًا من اختفاء جيبسون، غادرت فريدا لانجر، البالغة من العمر 53 عامًا، وابن عمها هربرت إلسنر، مخيم عائلتهما بالقرب من خزان سومرست للذهاب في نزهة. أثناء الرحلة، انزلقت لانجر وسقطت في مجرى مائي. أخبرت إلسنر أنه إذا انتظر، فستعود إلى المخيم وتغير ملابسها وتلحق به. عندما لم تعد، شق إلسنر طريقه عائدًا إلى المخيم واكتشف أن فريدا لانجر لم تعد، وأن أحدًا لم يرها منذ مغادرتهما. على مدار الأسبوعين التاليين، أجريت خمس عمليات بحث، شملت طائرات ومروحيات وما يصل إلى 300 باحث. لم يتم العثور على أي أثر للانجر أثناء البحث.
في الثاني عشر من مايو عام 1951، عُثر على جثة فريدا لانجر على بعد ثلاثة أميال ونصف من المخيم في الفرع الشرقي لنهر ديرفيلد، وهي المنطقة التي لم يتم تفتيشها إلا بشكل طفيف قبل سبعة أشهر. ولم يتم تحديد سبب الوفاة بسبب حالة رفاتها. ولم يتم تحديد أي ارتباطات مباشرة تربط بين هذه الحالات، بخلاف المنطقة الجغرافيةالعامة والفترة الزمنية.

## في الثقافة الشعبية
تمت مناقشة مثلث بينينغتون في الموسم الثالث، الحلقة الثامنة من البرنامج التلفزيوني "غريب أم ماذا؟" لويليام شاتنر. تم بث الحلقة بعنوان "اختفاءات غامضة" لأول مرة في 23 يوليو 2012. [بحاجة لمصدر]
تم سرد أحداث عامي 1945 و 1950 في الحلقة 67 من لور، بعنوان "المعاطف الحمراء".
تم عرض مثلث بينينغتون كواحد من المواقع المسكونة في المسلسل التلفزيوني الخارق للطبيعة "أكثر الأماكن رعبًا في أمريكا" والذي تم بثه على قناة ترافيل في عام 2018. تحكي الحلقة بعنوان "العالم غير الطبيعي" قصص الأشخاص المفقودين على مدى خمس سنوات، والتقاليد المحلية لـ "وحش بينينغتون"، وهو مخلوق يشبه بيغ فوت يُفترض أنه يتجول في هذه المناطق المشجرة.
تمت مناقشة مثلث بينينغتون في الحلقة 374 من البودكاست "My Favorite Murder". تم بث الحلقة في 13 أبريل2023. ضاع روبرت سينجلي، طالب كلية بينينغتون البالغ من العمر 27 عامًا، في مثلث بينينغتون ولكن عثرت عليه شرطة ولاية فيرمونت سالمًا في عام 2008.
تمت مناقشة مثلث بينينجتون في الحلقة 11 من البودكاست "Scared to Death"بواسطة دان كومينز.